# St. Stephan (Birnbaum)

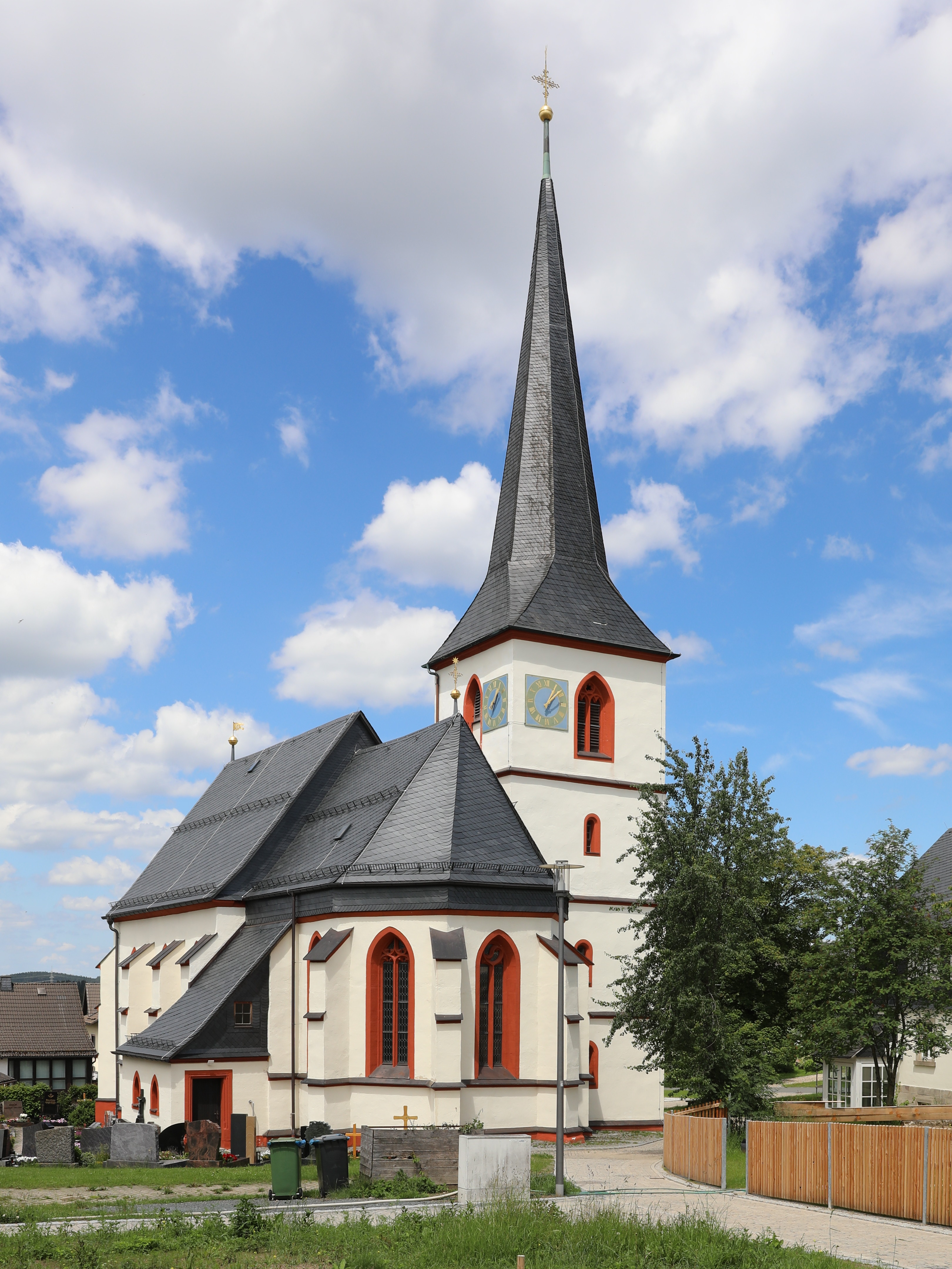
Pfarrkirche St. Stephan in Birnbaum

Die katholische Pfarrkirche St. Stephan steht in Birnbaum, einem Gemeindeteil des Marktes Steinwiesen im oberfränkischen Landkreis Kronach im Frankenwald. Der Kern der Kirche stammt aus dem 15. Jahrhundert. Die Pfarrei gehört zum Seelsorgebereich Frankenwald im Dekanat Kronach des Erzbistums Bamberg.

## Baugeschichte
Im Jahr 1492 wurde der Nachbarort Neufang mit Birnbaum von der Pfarrei Steinwiesen separiert und zur Pfarrei erhoben. Nach jahrelangen Differenzen zwischen den Gemeinden wurde der Filialort Birnbaum 1623 eigenständige Pfarrei.
Die ältesten Bauteile der Kirche stammen aus dem 15. Jahrhundert. Die Langhausgewölbe wurden vermutlich im Dreißigjährigen Krieg zerstört. Von 1657 bis 1660 folgte die Wiederherstellung des Gotteshauses. Dabei wurden die Langhausportale eingefügt und einige Fenstermaßwerke erneuert. Wahrscheinlich am 29. Juli 1660 war die erneute Weihe des Gotteshauses.
Die Sakristei wurde im 19. Jahrhundert angebaut. Die Altäre wurden 1910 restauriert. Renovierungen erfolgten unter anderem in den 1950er und Anfang der 1980er Jahre.
Von September 2009 bis September 2011 wurde die Kirche erneut generalsaniert. Dabei wurde im Außenbereich unter anderem die Dacheindeckung komplett erneuert, im Innenraum erfolgten  Reinigungs- und Restaurierungsarbeiten an der Ausstattung. Die Kosten der Sanierung beliefen sich auf etwa 460.000 Euro, wobei die Eigenleistung der Kirchenstiftung St. Stephan rund 60.000 Euro betrug; der restliche Betrag stammte aus verschiedenen Zuschüssen.

## Baubeschreibung
Das Gotteshaus steht in der Ortsmitte, wo sich auch der Friedhof befindet. Die weiß verputzte Kirche hat einen eingezogenen Chor zu einem Joch mit Fünfachtelschluss. Den Chorraum überspannt ein Netzgewölbe mit Kehlrippen, die auf Wandkonsolen, von Wappenschilden geschmückt, ruhen. Der Schlussstein des Chorschlusses ist mit einem Christushaupt verziert, der des Chorjoches mit einer Rosette und die übrigen Rippenkreuzungen mit Wappenschilden. Spitzbogige Fenster mit zweibahnigem Maßwerk belichten den Chorraum. Ein spitzbogiger Chorbogen mit beidseitigen Kehlen bildet den Übergang zum Langhaus.
Das Langhaus besitzt drei Joche und wird von Tonnengewölben und Stichkappen überspannt. Eine eingeschossige, hölzerne Empore, die teilweise auf das 17. Jahrhundert datiert wird, steht an der Westwand und in zwei Achsen an den Seitenwänden.
Die Fassade ist weiß verputzt, nur der Westgiebel und eine obere Randzone am Chor sind verschiefert.  Hohe Strebepfeiler stellen außen ringsum die Standsicherheit der Gewölbe sicher. Das rundbogige Nordportal trägt im Scheitel die Bezeichnung „1658“. Die Rahmung des ebenfalls rundbogigen Westportals ist mit einem Wulst profiliert. Darüber befindet sich ein geschlossenes Fenster mit zweibahnigem Maßwerk.
Neben dem Kirchenschiff steht im nördlichen Chorwinkel ein viergeschossiger Chorseitenturm. Auf der gegenüberliegenden Seite befindet sich die neugotisch gestaltete Sakristei. Kehlgesime markieren die Turmgeschosse. Die drei unteren Geschosse haben auf der Ostseite rundbogige Fenster. Im Turmsockelgeschoss überspannt ein Kreuzgewölbe mit Kehlrippen und einem Wappenschild in der Rippenkreuzung den Raum. Das vierte Geschoss mit der Glockenstube kennzeichnen auf allen vier Seiten spitzbogige Schallfenster mit zweibahnigem Maßwerk. Ein achteckiger, verschieferter Spitzhelm ist der obere Kirchturmabschluss.

## Ausstattung

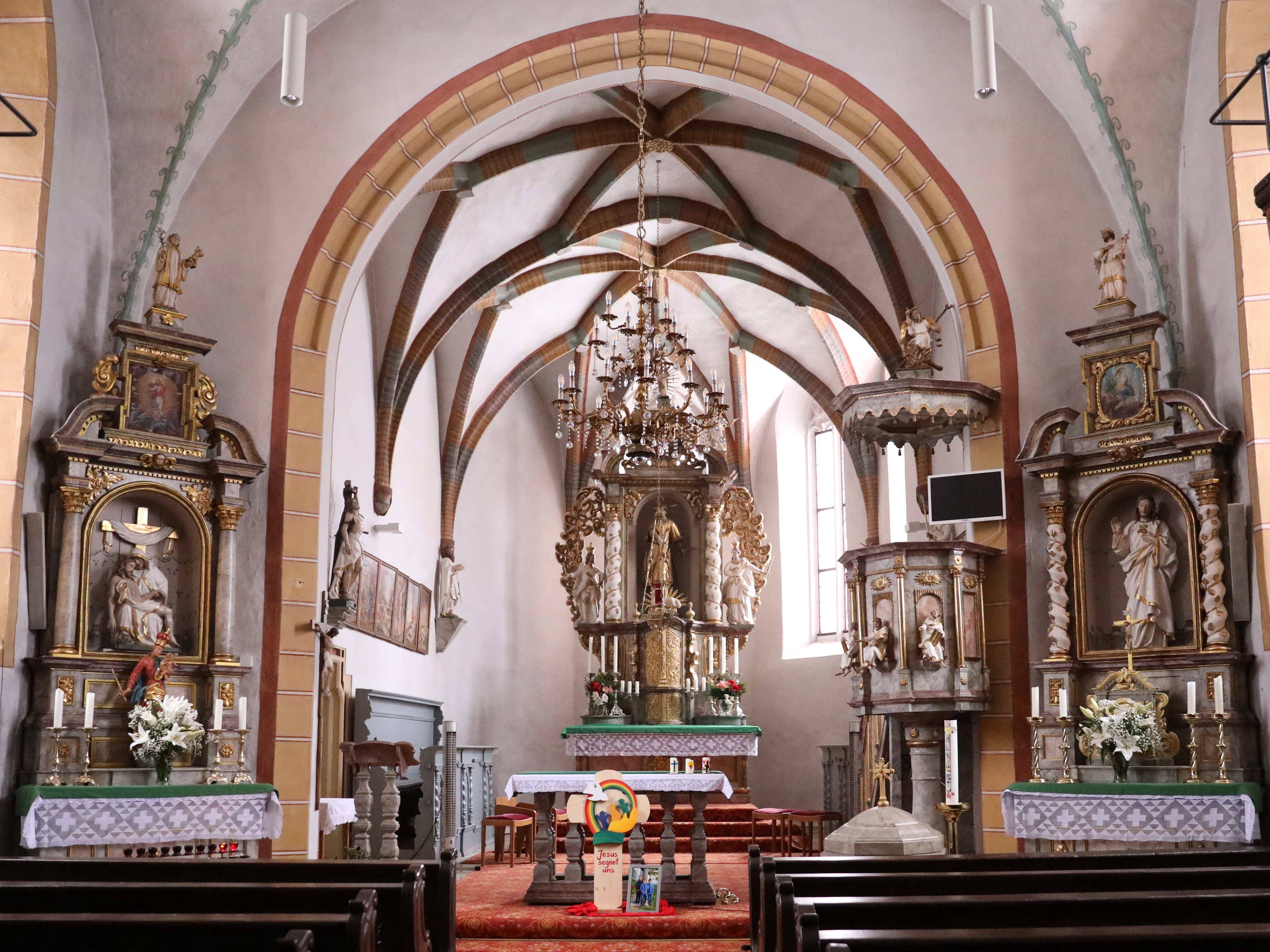
Chorraum

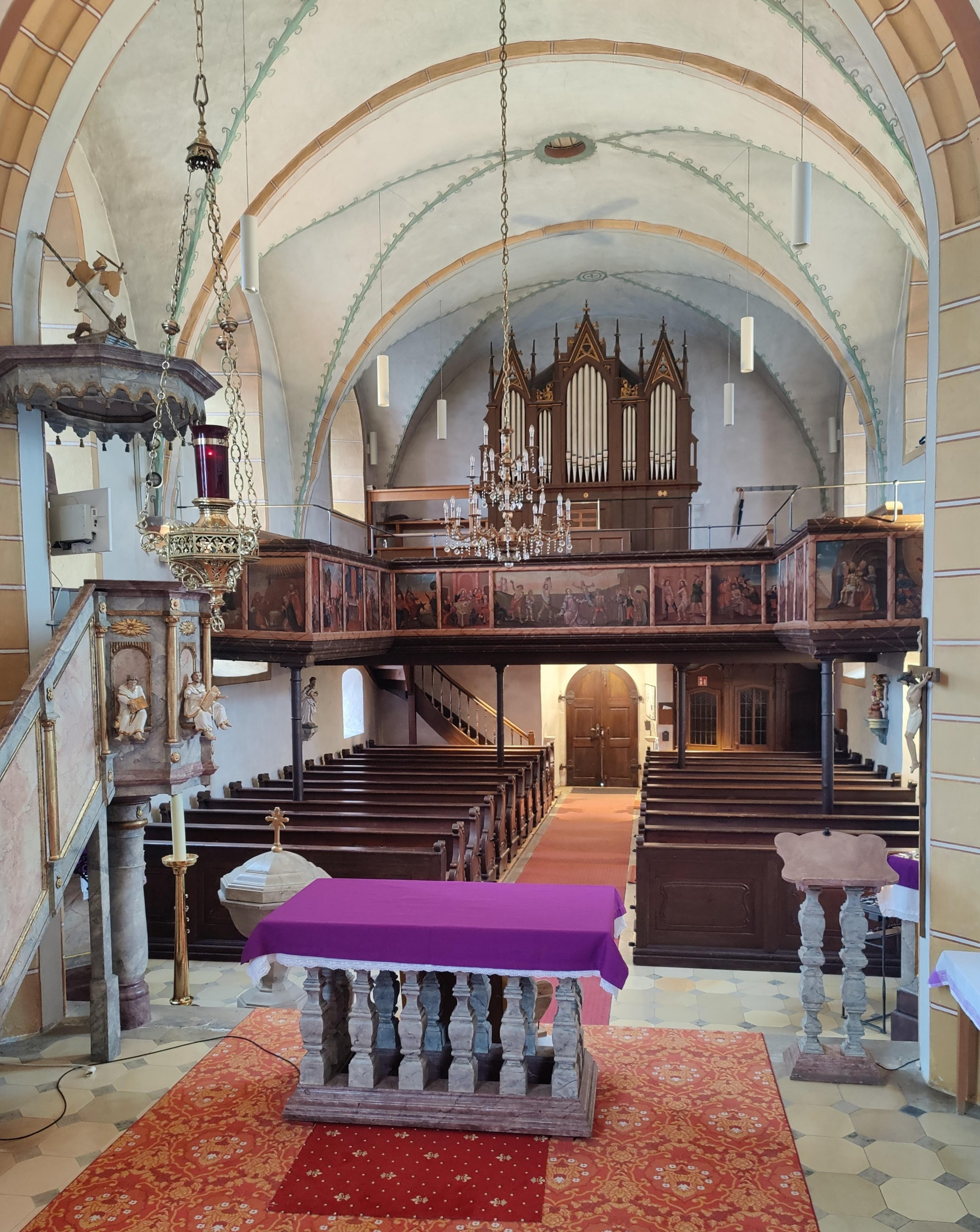
Blick zur Orgel

Die Pfarrkirche hat eine Barockausstattung. Der Hochaltar besitzt einen marmorierten Holzaufbau mit zwei gewundenen Vollsäulen und wird auf 1680 datiert. Der Unterbau mit dem Tabernakel und der Bezeichnung „1909“ an der Rückseite ist neubarock. In der Mittelnische steht eine Figur des heiligen Stephanus, seitlich auf Konsolen stehen die Bistumsheiligen, der heilige Heinrich und die heilige Kunigunde. Es sind Werke aus der ersten Hälfte des 18. Jahrhunderts. Der linke Seitenaltar mit marmoriertem Holzaufbau ist schlicht verkleidet. Der zweisäulige Aufbau stammt von 1702 und trägt in der Nische ein Vesperbild. Zuoberst steht eine kleine Statue des Antonius von Padua. Der rechte Seitenaltar ist wie der linke aufgebaut und hat in der Mittelnische eine Herz-Jesu-Figur. Das Bild des Altarauszugs zeigt die heilige Agnes, eine Figur des heiligen Johannes Nepomuk steht zuoberst.
Das auf 1623 datierte Taufbecken ist achteckig, aus Sandstein und hat einen keulenförmigen Schaft. Den Abschluss bildet ein marmorierter Holzdeckel aus dem 19. Jahrhundert.
Die Kanzel mit einem marmorierten Holzaufbau entstand wohl im zweiten Viertel des 19. Jahrhunderts. Vor dem polygonalen Korb sitzen die Figuren der vier Evangelisten Matthäus, Markus, Lukas und Johannes. Ein Schalldeckel mit einer Statue des heiligen Michael bildet den oberen Abschluss.

### Orgel
Eine Orgel mit elf Registern stellte im Jahr 1900 der Bayreuther Orgelbauer Johann Wolf auf. Im Jahr 1997 erfolgte ein Neubau unter Verwendung des historischen Pfeifenwerkes und des Gehäuses der alten Orgel durch die Orgelbauwerkstätte Benedikt Friedrich aus Oberasbach. Ein Register wurde stilgerecht ergänzt.